# Centrale photovoltaïque de Perovo

La centrale photovoltaïque de Perovo est une centrale solaire photovoltaïque construite en 2011 près du village de Perovo, dans la péninsule de Crimée, alors ukrainienne.

## Présentation
Construite par la société autrichienne Activ Solar, la centrale développe une puissance de plus de 100 mégawatts. Elle est, à sa mise en service, l'une des centrales solaires photovoltaïques les plus puissantes du monde.
Sa construction s'est déroulée en plusieurs étapes. La puissance de la centrale, après la cinquième phase de construction qui s'est achevée fin 2011, étant annoncée à 100 MWc,. C'est à la date de sa mise en service la centrale solaire la plus puissante d'Europe.
La centrale photovoltaïque de Perovo est destinée à alimenter en énergie et subvenir aux pics de consommation d'électricité de la ville de Simferopol,. Perovo se trouve dans la banlieue sud-ouest de Simferopol.